# Chapman-Schneefeld
Das Chapman-Schneefeld ist ein großes Schneefeld in der antarktischen Ross Dependency. Es liegt auf der Westseite des Hauptkamms der Churchill Mountains. Im Norden wird es durch den Elder Peak und ein von Mount Wharton überragtes Massiv begrenzt, nach Süden von den Soza-Eisfällen und dem Kopfende des Starshot-Gletschers sowie nach Westen von den Wallabies- und den All-Blacks-Nunatakkern.
Das Advisory Committee on Antarctic Names benannte das Schneefeld 2003 nach William Hanell Chapman (1926–2007), Topografieingenieur und Kartograf des United States Geological Survey, der an weiträumigen Vermessungsarbeiten in Antarktika beteiligt war.